# Solitaire
«Solitaire» — сьомий студійний альбом австрійського симфонічного павер-метал-гурту Edenbridge. Реліз відбувся 30 червня 2010 через лейбл Napalm Records.

## Список композицій
| #   | Назва                                                 | Тривалість |
| --- | ----------------------------------------------------- | ---------- |
| 1.  | «Entree Unique»                                       | 1:13       |
| 2.  | «Solitaire»                                           | 6:15       |
| 3.  | «Higher»                                              | 3:50       |
| 4.  | «Skyline's End»                                       | 5:32       |
| 5.  | «Bon Voyage Vagabond»                                 | 5:52       |
| 6.  | «Inward Passage» (бонусний трек спеціального видання) | 1:20       |
| 7.  | «Come Undone»                                         | 4:11       |
| 8.  | «Out of This World»                                   | 5:10       |
| 9.  | «Further Afield»                                      | 5:54       |
| 10. | «Eternity» (бонусний трек спеціального видання)       | 3:04       |
| 11. | «A Virtual Dream?»                                    | 5:08       |
| 12. | «Brothers on Diamir»                                  | 6:52       |
| 13. | «Exit Unique»                                         | 2:49       |

## Учасники запису
Edenbridge
- Сабіна Едельсбахер – вокал
- Ланвалль – електрогітара, ритм-гітара, бас-гітара, клавішні, фортепіано, акустична гітара
- Домінік Себастіан – електрогітара, ритм-гітара
- Макс Пойнтнер – ударні

## Чарти
| Чарт (2010)         | Місце |
| ------------------- | ----- |
| German Albums Chart | 95    |